# Jacob Peter Gowy

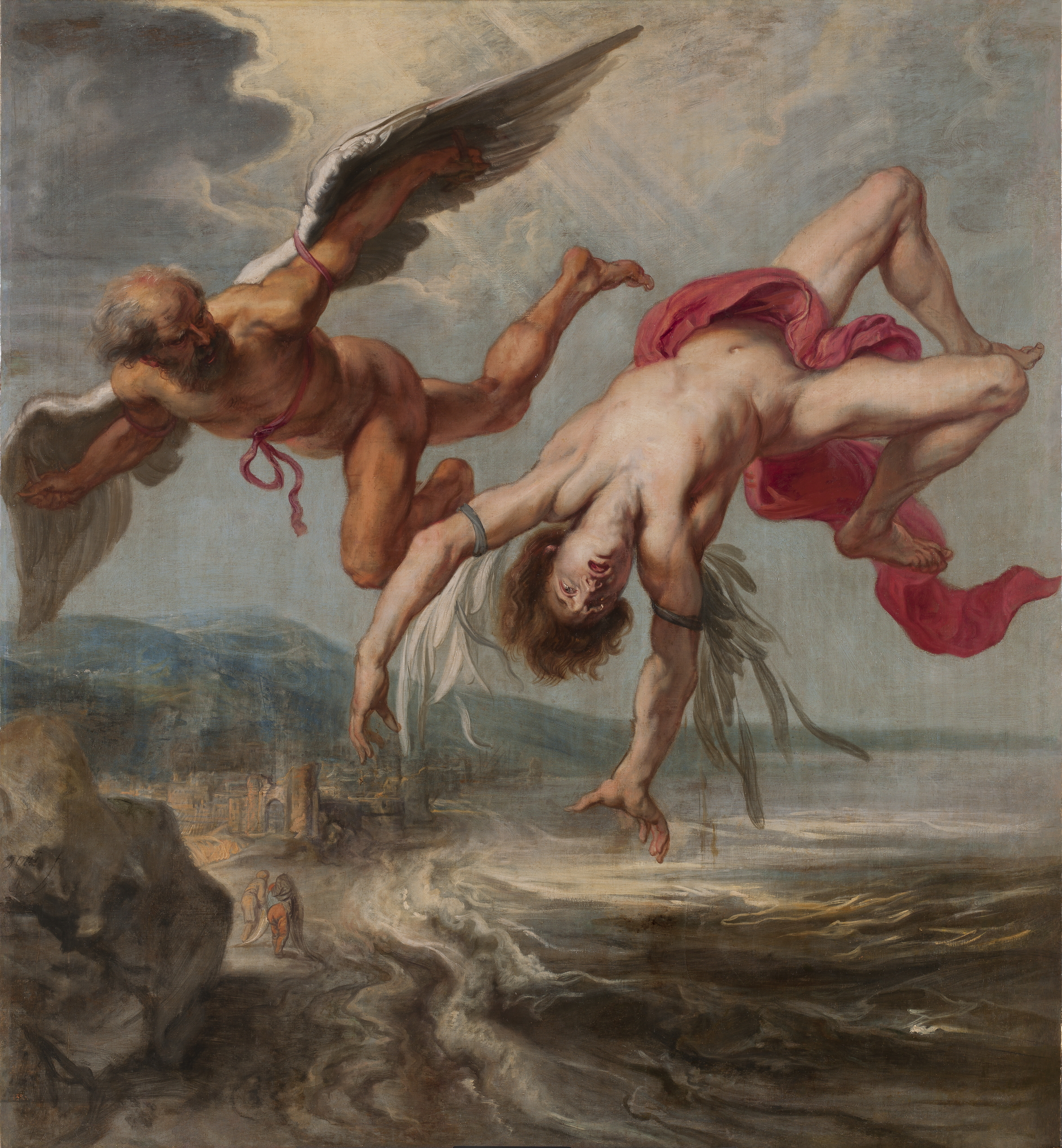
La caiguda d'Ícar, oli sobre llenç, 195 x 180 cm, Madrid, Museu del Prado

Jacob Peter Gowy o Gouwi (fl. 1632 – 1661) va ser un pintor barroc flamenc. Actiu a Anvers entre 1632 i 1654, va ser deixeble de Paul van Overbeeck i va col·laborar amb Rubens en l'extensa sèrie d'il·lustracions de les Metamorfosis d'Ovidi pintada per encàrrec de Felip IV amb destinació a la Torre de la Parada. Per al pavelló de caça proper a Madrid, i sobre esbossos de Rubens interpretats amb el mateix sentit del color del mestre, Gowy es va encarregar de portar al llenç, entre 1635 i 1637, La caiguda d'Ícar i Hipomenes i Atalanta, conservats ambdós al Museu del Prado.
El 1644, possiblement a Anglaterra, va retratar a Henry van Craenhals i a l'alquimista hongarès Johannes Huniades, segons testimonien els gravats que Václav Hollar va fer a partir d'ells. Cap a 1650-1660, Frans van den Wyngaerde va gravar sobre una composició de Gowy i per les seves Quatre heures du jour, el Migdia, representat en una dama malenconiosa i un cavaller que busca distreure-la tocant una serenata.